# Aguas Corrientes
Aguas Corrientes – miasto w Urugwaju, w departamencie Canelones.